# Cesija
Cesija je pojam iz oblasti prava (obligacioni odnosi), koji predstavlja ustupanje, odnosno prenos potraživanja ili prava poverioca, cedenta, na drugo lice, o čemu dužnik mora biti obavešten. Ustupanje se vrši pismenom izjavom cedenta, odnosno neformalnim ugovorom ili usmeno, dok se u bankama u tu svrhu upotrebljavaju formulari. Sklapanjem ugovora, novi poverilac, tj. cesionar stupa na mesto dotadašnjeg poverioca. Cesijom se sadržaj potraživanja ne menja, kao ni obligacioni odnos utvrđen u hartiji od vrednosti u slučajevima kada su one predmet cesije.
Cedent je obavezan da cesionaru pruži obaveštenja o njegovim pravima po osnovu potraživanja, kao i da mu preda dokumenta kojima se isto dokazuje. 
Iako ne postoji obaveza obaveštavanja dužnika (cesusa) o cesiji, uobičajeno je da se to učini kako dužnik ne bi nastavio sa izmirivanjem obaveze prema doskorašnjem poveriocu.